# Operació Währung
L'Operació Währung ('moneda' en alemany) va ser una operació especial duta a terme com a part de Wacht am Rhein, és a dir, l'ofensiva alemanya de les Ardenes durant la Segona Guerra Mundial. Un petit nombre de comandos alemanys es van infiltrar en les línies aliades amb uniformes nord-americans. La intenció d'aquests comandos era prendre alguns ponts sobre el riu Mosa per al seu propi avanç, sabotejar i d'aquesta manera pertorbar les operacions de proveïment dels aliats. Tots els que van ser presos com a presoners de guerra, van ser executats per l'exèrcit nord-americà. Aquesta operació no va tenir èxit.